# Saint-Georges (Québec)
Saint-Georges è un comune del Canada, situato nella provincia del Québec, nella regione di Chaudière-Appalaches.